# Perm oblast
Perm oblast var ett oblast i Ryssland. Den 1 december 2005 slogs Perm oblast ihop med det autonoma distriktet Komi-Permjakien och bildade Perm kraj. Oblastet hade en yta på 160 600 km² och 2 819 421 invånare (år 2002). Huvudort var Perm.
1. 1 2  hämtat från: ryskspråkiga Wikipedia, läst: 14 augusti 2023.[källa från Wikidata]